# Yngvi et Alf
Yngvi et Alf sont deux rois suédois légendaires de la Maison d'Yngling. Certaines versions indiquent qu'ils étaient frères et d'autres qu'ils étaient très proches. Ils se sont entretués.

## L'histoire
Selon l'Ynglingatal, l'Historia Norwegiae et la Saga des Ynglingar, Yngvi et Alf étaient les fils d'Alrekr.
Snorri Sturluson rapporte qu'Yngvi était un roi accompli : un grand guerrier qui gagnait toujours ses batailles, le maître de tous les exercices, généreux, joyeux et sociable. Il était à la fois aimé et célèbre.
Alf était associable et dur, et restait à la maison au lieu de piller dans d'autres pays. Sa mère était Dageid, la fille du roi Dag le Grand dont est issu la famille des Dagling (ou Dögling). Alf était marié à Bera qui était joyeuse et alerte, et une femme très aimable.
Un jour, à l'automne, Yngvi retourna à Uppsala, après un raid viking très réussi qui l'avait rendu célèbre. Il avait l'habitude de passer du temps à boire à table jusque tard dans la nuit, comme Bera, et ils trouvaient agréable de parler ensemble. Cependant, Alf préférait aller au lit tôt, et il commença à lui dire de se coucher tôt, de sorte qu'elle ne le réveilla pas. Puis Bera répondait qu'Yngvi était bien mieux pour une femme qu'Alf, une réponse qui énervait Alf.
Un soir, Alf, jaloux, entra dans le hall et vit Yngvi et Bera converser sur le siège haut. Yngvi avait une épée courte à son giron, et les autres invités avaient trop bu pour voir qu'Alf était arrivé. Alf tira l'épée de sous son manteau et transperça Yngvi. Yngvi, mortellement blessé, se leva, tira sa propre épée courte et tua Alf. Ils furent enterrés dans deux monticules sur la plaine de Fyrisvellir (Fyris Wolds).
Le fils d'Alf, Hugleik, succéda à son père.
L'Historia Norwegiæ présente un résumé latin de l'Ynglingatal, plus tardif que la citation de Snorri :
| Cujus [Hogne, c'est-à-dire Agne ] filius Ingialdr dans Swethia un fratre suo ob infamiam uxoris ejus occisus est, quæ Bera dicta est (hoc nomen latine sonat ursa). Post hunc filius ejus Jorundr [...] | Son fils [le fils d'Agne], Ingjald, fut assassiné en Suède par son propre frère, parce qu'il avait porté discrédit sur la femme de ce dernier, dont le nom était Bera (Ursa en latin). Après lui, son fils Jorund règna [...] |

Ingjaldr est tenu pour être une erreur pour Yngvi. Contrairement à l’Ynglingatal, l’Historia Norwegiæ donne Agne comme prédécesseur d'Yngvi. Au lieu de cela, Alrekr précède Agne, et Yngvi succède à Agne. La source encore antérieure Íslendingabók cite la lignée de descendance dans l’Ynglingatal, et donne la même lignée de succession que l'Historia Norwegiæ: xi Dagr. xii Alrekr. xiii Agni. xiiii Yngvi. xv Jörundr.

## Selon l'Íslendingabók d'Ari Frodi
Selon la lignée des rois suédois d'Ari Frodi, Yngvi était le fils d'Agne, et non pas celui d'Alrik le fils d'Agne.

## Selon la Gesta Danorum
Dans la Gesta Danorum, Alf (Alverus) était le père d'Yngve (Ing) et d'Ingjald (Ingild). Ingjald, à son tour, était le père de Sigurd Anneau et le grand-père de Ragnar Lodbrok.

## Sources principales
- Ynglingatal
- Saga des Ynglingar (une partie de l'Heimskringla)
- Historia Norwegiae
- Hervarar saga
- Saga d'Orvar-Odd
- Íslendingabók

## Sources secondaires
Nerman, B. Det svenska rikets uppkomst. Stockholm, 1925.